# San Nicolas (Aruba)
Koordinaten: 12° 26′ 9,3″ N, 69° 54′ 32,8″ W
San Nicolas (papiamento: Sint Nicolaas) ist ein Ort im Südosten von Aruba.
Die zweitgrößte Stadt der Insel mit rund 15.283 Einwohnern (2010) befindet sich rund 19 Kilometer südöstlich der Hauptstadt Oranjestad.

## Geschichte

### Namensherkunft
Der Ort wurde nach Nicolas van der Biest (1808–1873) benannt, der dort ein großes Stück Land besaß und eine Plantage betrieb.

### Industrie in San Nicolas
Der zweitgrößte Ort der Insel war bis ca. 1880 nur ein unbedeutendes Fischerdorf. Dies änderte sich schlagartig, als am Berg Sero Colorado und Sero Grandi Phosphat abgebaut wurde.
Mit der Entdeckung riesiger Mengen von Rohöl in der Maracaibo-See im Nordwesten Venezuelas errichtete die American Oil Company 1920 eine Erdölraffinerie auf Aruba. Die Anlage wurde auf dem Gemeindegebiet von San Nicolas gebaut und nahm 1924 ihren Betrieb auf. Die Lago Oil & Transport Co. Ltd. baute den Hafen von San Nicolas aus und das ehemalige Dorf wurde sehr schnell zur größten Industriestadt auf Aruba.
Es entstanden ausgedehnte Tanklager südlich des Stadtzentrums. Das Rohöl kam mit Tankern aus dem Fördergebiet der Maracaibo-See nach Aruba und wurde zu Mineralölprodukten wie Benzin, Dieselkraftstoff, Heizöl und Kerosin verarbeitet und mit Hochseetankern weiter in die Vereinigten Staaten verschifft. Ab 1938 wurde auch Großbritannien mit 100-Oktan-Luftfahrt-Benzin versorgt. Aruba und Curaçao waren seinerzeit Heimat der weltgrößten Ölraffinerien. Während des Zweiten Weltkrieges wurde das Industriegebiet von San Nicolas von deutschen und italienischen U-Booten angegriffen, um die Produktion von Flugzeugbenzin zu unterbinden. 1985 begann die Exxon Corporation die Anlagen zu demontieren. Bevor die Raffinerie jedoch komplett zerlegt wurde, konnte die Regierung Arubas die Coastal Petroleum als Investor gewinnen. Diese eröffnete nach einer Generalüberholung den Raffineriebetrieb wieder. Coastal konnte jedoch nicht annähernd die ursprüngliche Kapazität verkaufen. 2004 wurde die Raffinerie dann an die Valero Energy Corporation verkauft, welche die Raffinerie bis 2012 betrieb. Zuletzt hatte die Raffinerie eine Kapazität von 275.000 Barrel pro Tag. Zurzeit ist der Betrieb eingestellt (Stand 12/2014).
Durch die Unsicherheit um den Betrieb der Raffinerie ging bereits im Jahr 2010 die Einwohnerzahl des Ortes auf 15.283 Bewohner zurück. Im Tourismus spielt die Industriestadt San Nicolas keine bedeutende Rolle. Ein Abschnitt der Hauptstraße von San Nicolas wurde in eine Promenade mit Geschäften, kleinen Bars und Souvenirläden – die auch Kunsthandwerk verkaufen – umgestaltet.

## Demografie
| Stadt Gebiet      | Fläche (km²) | Einwohner 1991 | Einwohner 2000 | Einwohner 2010 |
| ----------------- | ------------ | -------------- | -------------- | -------------- |
| San Nicolas Noord | 23,19        | 08.206         | 10.118         | 10.433         |
| San Nicolas Zuid  | 09,64        | 05.304         | 05.730         | 04.850         |
| Total San Nicolas | 32,83        | 13.510         | 15.848         | 15.283         |

## Sport
In San Nicolas ist der Fußballklub FC San Nicolas beheimatet.

## Sehenswertes
- Wasserturm San Nicolas mit Industrie Museum
- Modelleisenbahnmuseum von San Nicolas
- Aruba International Raceway, Motorsportrennstrecke in San Nicolas Noord
- Baby Beach,  der südöstlichste Strand von Aruba